# 46 Eskadra Towarzysząca
46 eskadra towarzysząca – pododdział lotnictwa Wojska Polskiego w II Rzeczypospolitej.
W 1937 w Toruniu została utworzona 46 eskadra towarzysząca. 
W kampanii wrześniowej jako eskadra obserwacyjna walczyła w składzie lotnictwa Armii „Pomorze”.
Godło eskadry:
- „Ważka” (chrabąszcz w kolorze brązowo-czarnym[3]) w kolorze zielono-żółtym na tle białego pięcioboku z czerwoną obwódką.

## Formowanie i zmiany organizacyjne
46 eskadra towarzysząca została sformowana na podstawie rozkazu Ministra Spraw Wojskowych L.dz. 4359/tjn. Org. z 19 lipca 1937. Organizowała się na bazie rozwiązanego III/43 plutonu. Braki w etatach uzupełniono absolwentami Szkoły Podchorążych Lotnictwa, kursu obserwatorów dla oficerów innych broni oraz wychowankami pułkowej szkoły pilotażu. Organizacyjnie wraz z 43 i 49 eskadrą utworzyły II dywizjon towarzyszący. Wyposażenie jednostki stanowiły samoloty Lublin R-XIIIC. 
W lutym 1938 eskadra wzięła udział w ćwiczeniach z oddziałami garnizonu Bydgoszcz. Ćwiczenia letnie załogi przeprowadziły na terenie Pomorza. Jesienią wymieniono samoloty R-XIIIC na R-XIIID.

## Działania 46 eskadry obserwacyjnej w 1939
W marcu 1939 eskadra weszła w skład zorganizowanego w 4 Pułku Lotniczym II wydzielonego dywizjonu towarzyszącego przeznaczonego do Korpusu Interwencyjnego.
W kwietniu załoga por. obs. Jan Wronka i st. sierż. Wojciech Katarzyński otrzymała zadanie fotograficznego rozpoznania z powietrza odcinka granicznego Chojnice – Sępólno Krajeńskie. Ze względu na specjalny charakter lotu, zadanie miało być wykonane na aeroklubowym samolocie RWD-13 w ubraniach cywilnych. W przypadku przymusowego lądowania na terytorium Niemiec lotnicy mieli reprezentować załogę Aeroklubu Pomorskiego, która zbłądziła w locie. Część zdjęć wykonano na terytorium II Rzeszy. Rozpoznawali rejon Złotowa i Jastrowa. Po wylądowaniu w Toruniu załoga złożyła meldunek dowódcy 4 pułku płk pil. Bolesławowi Stachoniowi w obecności ppłk pil. Stanisława Skarżyńskiego i kpt. pil. Stanisława Dolińskigo. Przekazano też aparat fotograficzny oraz dokładne sprawozdanie z lotu uzupełnione szkicami wykrytych umocnień.
Już od marca do eskadry trafiali mobilizowani żołnierze rezerwy. Porządkowano sprzęt i wyposażenie lotnicze.
15 maja dowództwo II wydzielonego dywizjonu przeniosło się na lotnisko Bydgoszcz-Biedaszkowo.
Ze względu na fiasko użycia Korpusu Interwencyjnego, w sierpniu dywizjon został rozwiązany.

### Mobilizacja eskadry
Ze względu na bliskość granicy polsko-niemieckiej, 46 eskadra mobilizowała się już od czerwca 1939 i osiągnęła gotowość bojową w ramach „cichej” mobilizacji. W dniach 23–24 sierpnia uzupełniono jedynie braki w zakresie wyposażenia i taboru samochodowego. W związku z rozwiązaniem 49 eskadry towarzyszącej, część jej personelu latającego została wcielona do obu plutonów eskadry. W tym czasie jednostka została przemianowana na 46 eskadrę obserwacyjną.
Ponieważ nie doszło do użycia Korpusu Interwencyjnego, w składzie którego była między innymi 46 eskadra, jej plutony przydzielono do dyspozycji dowódców wielkich jednostek. I/46 pluton został oddany pod rozkazy dowódcy Pomorskiej Brygady Kawalerii, a II/46 pluton wszedł w podporządkowanie dowódcy 15 Dywizji Piechoty. 
30 sierpnia oba plutony odleciały na wyznaczone lotniska: I pluton do Czerska, a II pluton do Biedaszkowa. Tam wcześniej udały się ich rzuty kołowe.

### Działania eskadry w kampanii wrześniowej
W kampanii wrześniowej walczyła w składzie lotnictwa Armii „Pomorze”. Na uzbrojeniu eskadry znajdowało się siedem samolotów Lublin R-XIIID i R-XIIIC oraz dwa samoloty łącznikowe RWD-8.
Od rana 1 września trwało bombardowanie lotniska w Bydgoszczy (Biedaszkowo). Straty były niewielkie. W tym czasie z lotniska Czersk wystartowała załoga: por. obs. Wacław Szcześniewski i kpr. pil. Zygfryd Ossowski z zadaniem rozpoznania kierunków Człuchów–Chojnice i Bytów–Kościerzyna. Zauważono jednostkę pancerno-motorową w marszu na Chojnice oraz walki w pobliżu tego miasta. Załogi II/46 plutonu rozpoznawały obszar w rejonie odpowiedzialności 15 Dywizji Piechoty. Por. obs. Kazimierz Szymański i kpr. pil. Edmund Gałężewski polecieli rozpoznać rejon Piła–Złotów. Por. obs. Jan Wronka i kpr. pil. Piotr Oczki mieli za zadanie rozpoznać ewentualne przeprawy nieprzyjaciela przez Noteć w okolicach Nakła. Ze względu na poranną mgłę, to ostatnie zadanie nie zostało wykonane.
2 września I/46 pluton przeniósł się na lądowisko Lniano. Stąd załoga por. obs. Mirosława Pszczółkowskiego rozpoznawała rejon Świekatowo–Koronowo, a  por. obs. Szcześniewski z kpr. pil. Ossowskim polecieli w rejon szosy Bydgoszcz–Gdańsk w celu przekazania rozkazów dla dowódcy 2 pułku szwoleżerów. Zadanie wykonano, ale w locie powrotnym samolot został ostrzelany, a pilot ranny w głowę. Na lotnisko samolot doprowadził obserwator.
Ze względu na niekorzystną sytuację militarną, dowódca Pomorskiej Brygady Kawalerii nakazał odlot załogom I/46 plutonu do Torunia, a rzutowi kołowemu wycofanie w kierunku przepraw na Wiśle pod Chełmnem.
Tego dnia prowadziły też rozpoznanie załogi II/46 plutonu. Por. obs. Tadeusz Kuryłło i kpr. Berezką poleciał w rejon Świekatowa. Linię jezior w rejonie Koronowa rozpoznawał por. Wronka i kpr. Oczki, a obszar Piła–Nakło por. Szymański z kpr. Gałężewskim. Ostatnia załoga została skutecznie ostrzelana przez wroga. Obserwator został ciężko ranny w brzuch, a pilot z przestrzelonymi rękami i nogami z najwyższym wysiłkiem wylądował w rejonie zajmowanym jeszcze przez oddziały polskie. Obu lotników odwieziono do szpitala w Bydgoszczy. Porucznik Szymański zmarł następnego dnia, a samolot na lotnisko sprowadził sierż. pil. Alojzy Domżalski. W tym dniu por. Bronisław Stacherski i kpr. Bolesław Sitarz wykonali 2 zadania. Przed południem rozpoznawali w rejonie Koronowa, a około  17.00  próbowali bezskutecznie nawiązać łączność z dowódcą 9 Dywizji Piechoty. W obszarze na północ od Bydgoszczy załoga wykryła kolumny pancerne maszerujące na Świecie. Meldunek przekazano dowódcy 15 Dywizji Piechoty.
3 września załoga por. Pszczółkowskiego rozpoznawała przeprawy przez Wisłę pod Chełmnem. Dostarczyła też dowódcy 9 Dywizji Piechoty rozkazy od dowódcy armii. W tym czasie rzut kołowy I/46 plutonu dowodzony przez por. obs. Tadeusza Pokoniewskiego dostał się pod Chełmnem do niewoli.
Po południu por. Wronka i kpr. Oczki rozpoznawali w rejonie Bydgoszcz–Świecie–Bysław. Wyniki rozpoznania mieli przekazać dowódcy 9 DP. Przy próbie lądowania w Bysławiu, pilot zorientował się, że „płachtę” wyłożyli dywersanci V kolumny. Polski samolot został niecelnie ostrzelany ogniem ciężkich karabinów maszynowych. Obserwator przekazał raport z lotu w sztabie 15 Dywizji Piechoty.
4 września załogi I/46, już w ramach I/43 plutonu, wykonały kolejne zadania rozpoznawcze. Z II/46 plutonu ppor. Kazimierz Chominiec i sierż. Domżalski rozpoznawali rejon Świecia, a por. Wronka i kpr. Oczki penetrowali obszar Pruszcz–Koronowo. Przed wieczorem II pluton przegrupował się na lotnisko Zduny.
5 września ppor. Szumyłowicz i kpr. Bobrzak zrzucili ulotki z apelem, by ludność cywilna przerwała ewakuację. W południe por. Stacherski i kpr. Oczki rozpoznawali obszar Bydgoszczy. Stwierdzono odwrót oddziałów 15 Dywizji Piechoty bez kontaktu z wrogiem.
6 września załogi I/46 plutonu oddano do dyspozycji dowódcy Grupy Operacyjnej, gen. bryg. Zdzisława Przyjałkowskiego. Samoloty przeleciały na lądowisko Popioły.
7 września załoga: por. Stacherski i kpr. Sitarz rozpoznawała rejon Koło–Konin. Przed zmrokiem II/46 pluton przesunął się na lądowisko Walentynowo rozpoznając na korzyść dowódcy 15 Dywizji Piechoty.
8 września załoga: ppor. obs. Kazimierz Sławiński i st. szer. pil. Bernard Musiał wykonała lot rozpoznawczy w rejon Inowrocławia na korzyść dowódcy 26 Dywizji Piechoty.
9 września eskadra przegrupowała się na lądowisko Kłóbka.
W dniach 9–11 września załogi wykonywały loty rozpoznawcze na korzyść 15 i 26 Dywizji Piechoty.
10 września eskadra dysponowała 4 samolotami typu R-XIII. W tym dniu ciężko ranny został ppor. Witold Szumyłowicz.
Wieczorem 11 września eskadra odleciała na lądowisko Emilianów.
12 września eskadra wykonała 1 lot rozpoznawczy na południe i wschód od Łowicza.
13 września na rozpoznanie rejonu Sobota–Łowicz polecieli: por. Pszczółkowski i ppor. Elsner. Przed wieczorem nastąpiło przesunięcie eskadry na lotnisko Luszyn.
14 września załoga ppor. Sławińskiego rozpoznawała odcinek Wisły od Wyszogrodu do Płocka, a por. obs. Tadeusz Kuryłło z kpr. Kazimierzem Berezką polecieli w rejon Sochaczewa i Błonia, meldując po powrocie o wykryciu kilku kolumn pancernych. Meldunek porucznika Tadeusza Kuryłło miał duży wpływ na zatrzymanie natarcia Armii „Pomorze” na Skierniewice.
15 września lot w rejon Sochaczewa dublowała załoga: por. Bronisław Stacherski i kpr. Bolesław Sitarz. Po wylądowaniu por. Stacherski osobiście przekazał meldunek w kwaterze dowództwa Armii „Pomorze”. Z uwagi na ciągle bombardowania rejonu Luszyna, eskadra przesunęła się na lądowisko Załusków.
16 września lotów nie wykonywano.
17 września na wschód wystartowały 3 załogi eskadry. Załoga: kpt. pil. Roman Rypson i st. szer. pil. Bernard Musiał z braku paliwa lądowała w pobliżu Międzyrzeca Podlaskiego. Załoga: por. obs. Tadeusz Kuryłło i ppor. pil. Stanisław Jara leciała w kierunku Lublina. Przedzierając się w stronę Rumunii, zostali internowani przez Armię Czerwoną. Załoga por. obs. Stacherski i kpr. pil. Sitarz z braku paliwa wylądowała koło Rzewusek Starych. Lotnicy nie mogąc uzyskać benzyny, pozostali w kraju, walcząc następnie w szeregach Armii Krajowej. 
Pozostały personel eskadry przebijał się z okrążenia w stronę Modlina lub Warszawy. Części personelu dostała się do niemieckiej niewoli.
| Działania eskadry | Działania eskadry                                                                    | Działania eskadry                                                                    | Działania eskadry                                                                    |
| ----------------- | ------------------------------------------------------------------------------------ | ------------------------------------------------------------------------------------ | ------------------------------------------------------------------------------------ |
|                   | Loty bojowe                                                                          | w tym łącznikowe                                                                     | Zestrzelenia                                                                         |
| 53                | około 7                                                                              | 0                                                                                    |                                                                                      |
| Straty eskadry    |                                                                                      |                                                                                      |                                                                                      |
| Polegli           | por. Szymański, ppor. Szumyłowicz                                                    | por. Szymański, ppor. Szumyłowicz                                                    | por. Szymański, ppor. Szumyłowicz                                                    |
| Ranni             | kpr. Gałężewski                                                                      | kpr. Gałężewski                                                                      | kpr. Gałężewski                                                                      |
| Zaginieni         | kpt. Rypson, por. Kuryłło, ppor. Jara, ppor. Sławiński; kpr. Oczki. st. szer. Musiał | kpt. Rypson, por. Kuryłło, ppor. Jara, ppor. Sławiński; kpr. Oczki. st. szer. Musiał | kpt. Rypson, por. Kuryłło, ppor. Jara, ppor. Sławiński; kpr. Oczki. st. szer. Musiał |
| Samoloty          |                                                                                      |                                                                                      |                                                                                      |
| Stan              | Uzupełnienie                                                                         | Zniszczone                                                                           | Ewakuacja                                                                            |
| 7 Lublin R-XIIID  | 0                                                                                    | 7                                                                                    | 0                                                                                    |

## Personel eskadry

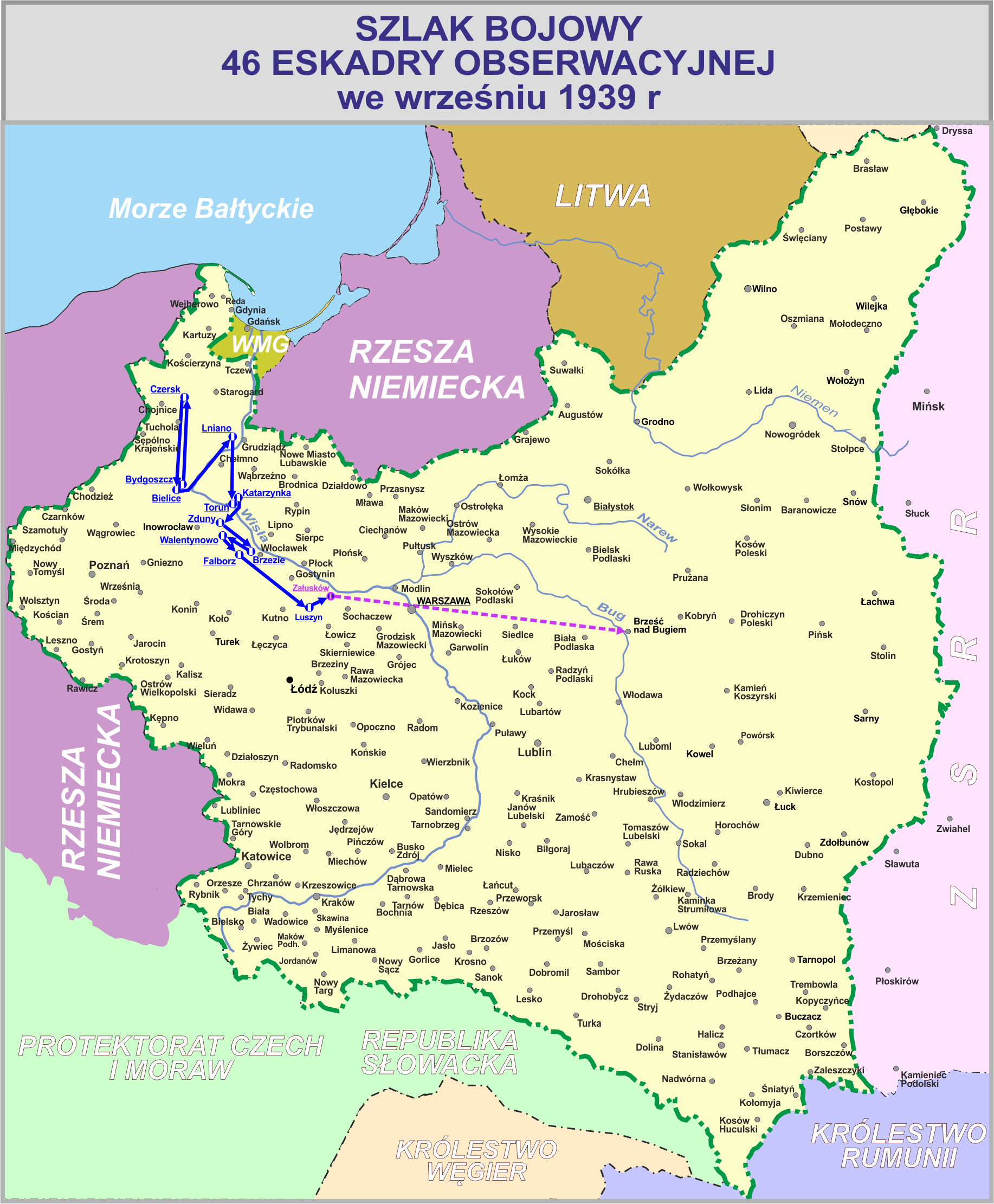

| Stopień, imię i nazwisko        | Okres pełnienia służby | Kolejne stanowisko |
| ------------------------------- | ---------------------- | ------------------ |
| kpt. obs. Jan Żurkowski         | X 1937 – 1 XII 1937    |                    |
| kpt. obs. Władysław Chrzanowski | 1 XII 1937 –           |                    |
| kpt. pil. Roman Ripson          | – IX 1939              |                    |

| Stanowisko    | Stopień, imię i nazwisko           | Przydział we wrześniu 1939 |
| ------------- | ---------------------------------- | -------------------------- |
| dowódca       | kpt. Franciszek Rybicki            |                            |
| dowódca I/46  | por. Eugeniusz Siedlecki           |                            |
| dowódca II/46 | por. Tadeusz Stefan Jesionowski    |                            |
| obserwator    | por. piech. Mirosław Pszczółkowski |                            |
| obserwator    | por. piech. Wacław Szcześniewski   |                            |
| obserwator    | por. piech. Kazimierz Szymański    |                            |
| obserwator    | ppor. Kazimierz Chominiec          |                            |

| Stanowisko          | Stopień, imię i nazwisko       | Stopień, imię i nazwisko                   |
| ------------------- | ------------------------------ | ------------------------------------------ |
| dowódca eskadry     | kpt. pil. Roman Rypson         | kpt. pil. Roman Rypson                     |
| szef eskadry        | st. sierż. Władysław Klich     | st. sierż. Władysław Klich                 |
|                     | I pluton                       | II pluton                                  |
| dowódcy plutonu     | por. obs. Tadeusz Pokoniewski  | por. obs. Stanisław Osiadacz               |
| obserwatorzy        | por. Mirosław Pszczółkowski    | por. Tadeusz Kuryłło                       |
| obserwatorzy        | por. Wacław Szcześniewski      | por. Kazimierz Szymański                   |
| obserwatorzy        | por. Witold Szumyłowicz        | por. Jan Wronka                            |
| obserwatorzy        | ppor. Kazimierz Chominiec      |                                            |
| obserwatorzy        | ppor. Kazimierz Sławiński      |                                            |
| obserwatorzy        | ppor. Bronisław Stacherski     |                                            |
| piloci              | ppor. rez. Stanisław Jara      | ppor. rez. Burda                           |
| piloci              | kpr. Stanisław Czwarno         | sierż. Alojzy Domżalski                    |
| piloci              | kpr. Władysław Bobrek          | kpr. Kazimierz Berezka                     |
| piloci              | kpr. Zygfryd Ossowski          | kpr. Edmund Gałęzewski                     |
| piloci              | st. szer. Franciszek Rutkowski | kpr. Piotr Oczki                           |
| piloci              | kpr. Bolesław Sitarz           |                                            |
| piloci              | st. szer.Bernard Musiał        |                                            |
| szefowie mechaników | majster wojsk. Władysław Wis   | st. majster wojsk. Franciszek Ciecholewski |

## Wypadki lotnicze
- 22 lutego 1938 podczas lotu służbowego na samolocie R-XIIIC nr 56-89 w okolicach Rynarzewa zginęli ppor. obs. Edwarda Szwaja i kpr. pil. Zbigniew Janiszewski[4].

## Samoloty eskadry
1 września 1939 na uzbrojeniu eskadry znajdowało się 7 samolotów Lublin R.XIII oraz dwa samoloty łącznikowe RWD-8.

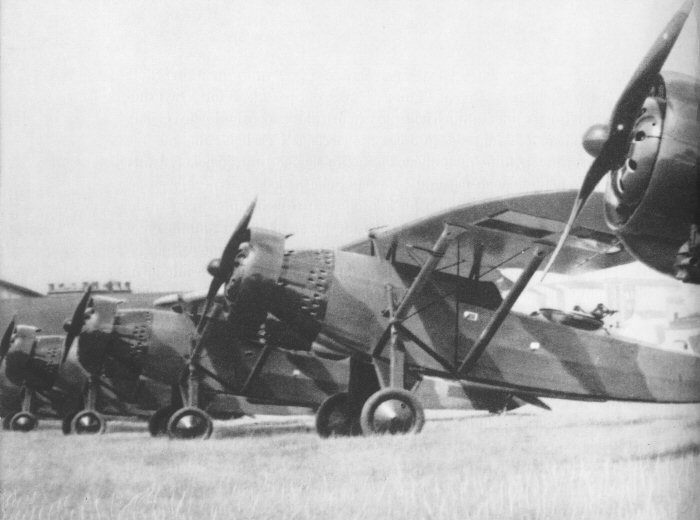
Lublin R.XIII (1937–1939)
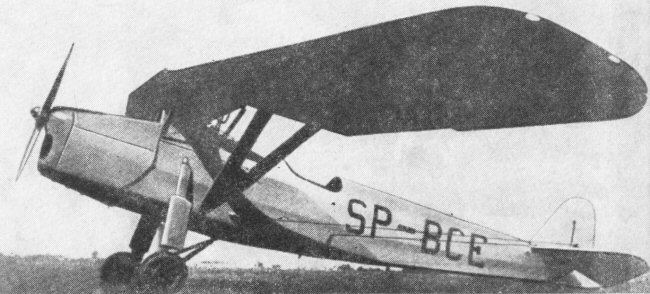
RWD-8 (szkolny)